# منطقة الاهتمام
منطقة الاهتمام (The Zone of Interest) هي الرواية الرابعة عشرة للمؤلف الإنجليزي مارتن أميس، والتي نُشرت في عام 2014. 

## ملخص القصة
تدور أحداث الرواية في معسكر اعتقال أوشفيتز النازي، وتحكي قصة ضابط نازي وقع في غرام زوجة قائد المعسكر. وتروى الرواية على لسان ثلاث رواة هم: أنجيلوس تومسون الضباط، وبول دول القائد، وشمول زكارياس وهو يهودي.